# Joséphine Boulay
Pour les articles homonymes, voir Boulay.
Joséphine Boulay, née le 22 mai 1869 dans le 17e arrondissement de Paris et morte le 5 août 1925 dans le 7e arrondissement de cette même ville, est une organiste, compositrice et pédagogue française. 

## Biographie
Joséphine Pauline Boulay naît dans le 17e arrondissement de Paris le 22 mai 1869. Aveugle à l'âge trois ans, elle étudie chez les Sœurs aveugles de Saint-Paul puis à l'Institution nationale des jeunes aveugles. Faisant montre d'aptitudes remarquables pour la musique, elle se présente au Conservatoire de Paris où elle est admise en 1887 dans la classe d'orgue de César Franck. Elle devient en 1888 la première femme à remporter un premier prix d'orgue au Conservatoire.
Nommée professeur à l'INJA, Joséphine Boulay prend en charge les classes d'orgue et de composition de l'Institution, mais poursuit en parallèle son apprentissage musical au Conservatoire de Paris. Elle remporte ainsi un deuxième prix d'harmonie dans la classe de Charles Lenepveu en 1890, un second prix de contrepoint et fugue en 1895 dans la classe de Jules Massenet, enfin un premier prix en 1897 dans la classe de composition de Gabriel Fauré.
Décorée des Palmes académiques en 1899, Joséphine Boulay enseigne durant trente-sept ans l'orgue, la composition, l'harmonie et le piano pour les jeunes aveugles, avec bienveillance mais exigence, et une ligne directrice pédagogique formulée telle une maxime, ainsi que le relate J. Tuffreau : « Aimez bien le travail, avec lui, on arrive à oublier bien des peines. Par le travail on triomphe de tout. ».
Elle meurt le 5 août 1925, dans le 7e arrondissement de Paris.

## Œuvres
Parmi ses compositions, figurent :
- Chant de paix, pour chœur à 3 voix de femmes avec accompagnement de piano, éd. Heugel
- Andante, pour orgue, éd. Durand
- Prélude, pour orgue, éd. Durand
- Fugue, pour orgue, éd. Durand
- 6 Motets à la Sainte Vierge et au Saint Sacrement, pour voix et orgue ou harmonium, éd. Enoch
- Suite pour violon et piano, éd. Enoch